# Duncan Renaldo
Pour les articles homonymes, voir Renaldo.

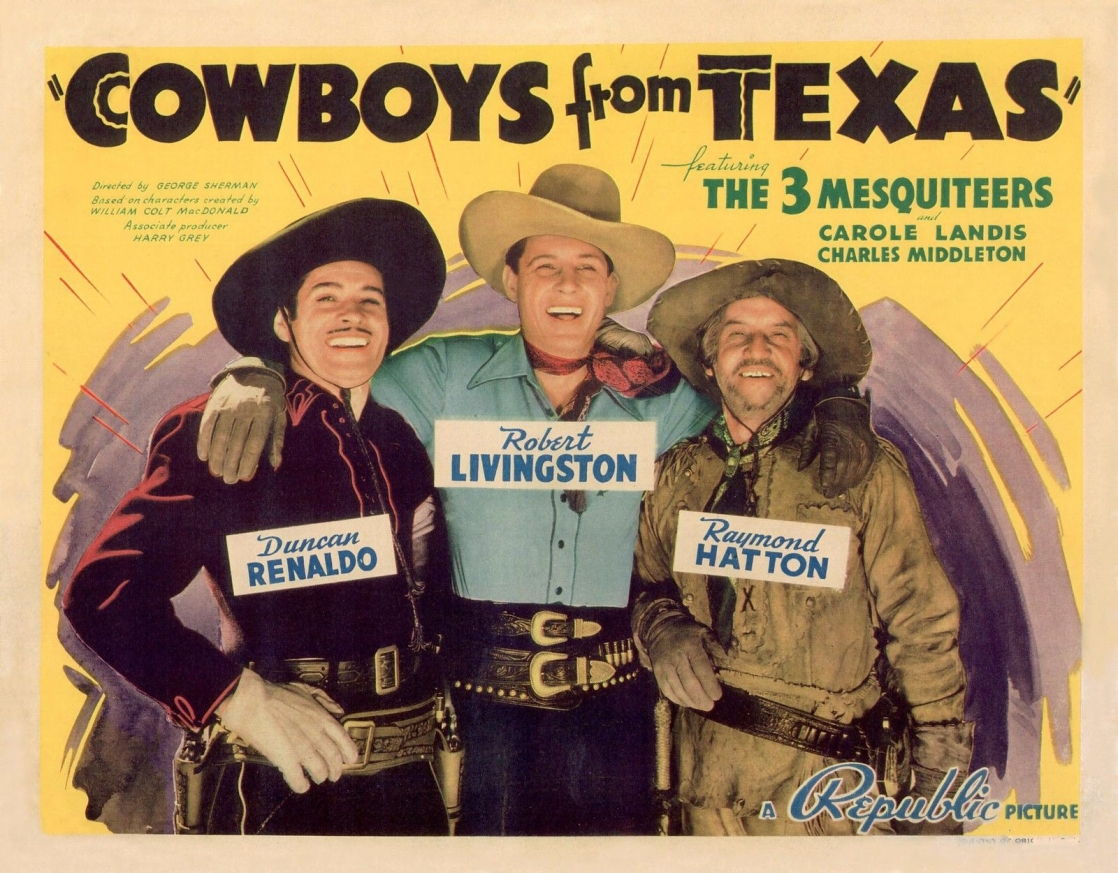
Poster pour Cowboys from Texas (1939)

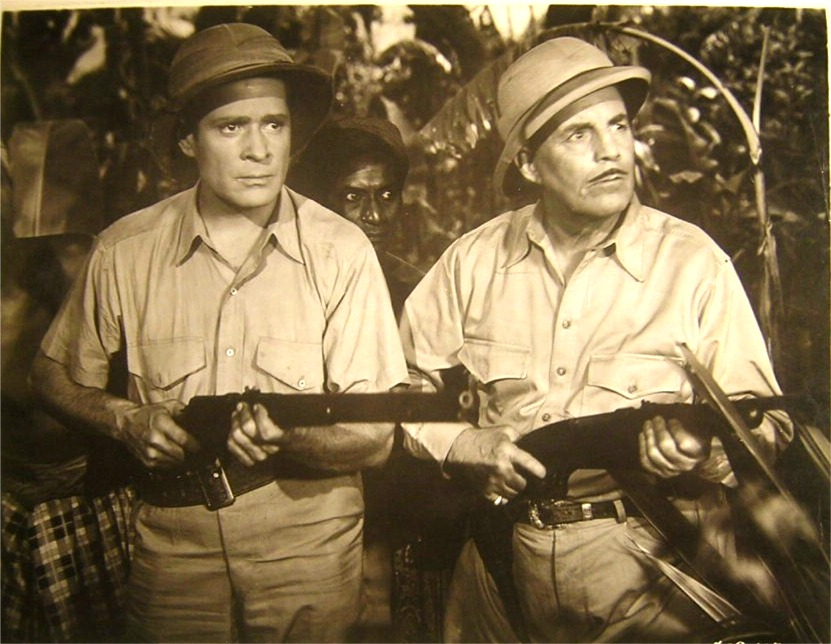
Avec Frank Buck (à d.), dans Le Mystère de la jungle (1943)

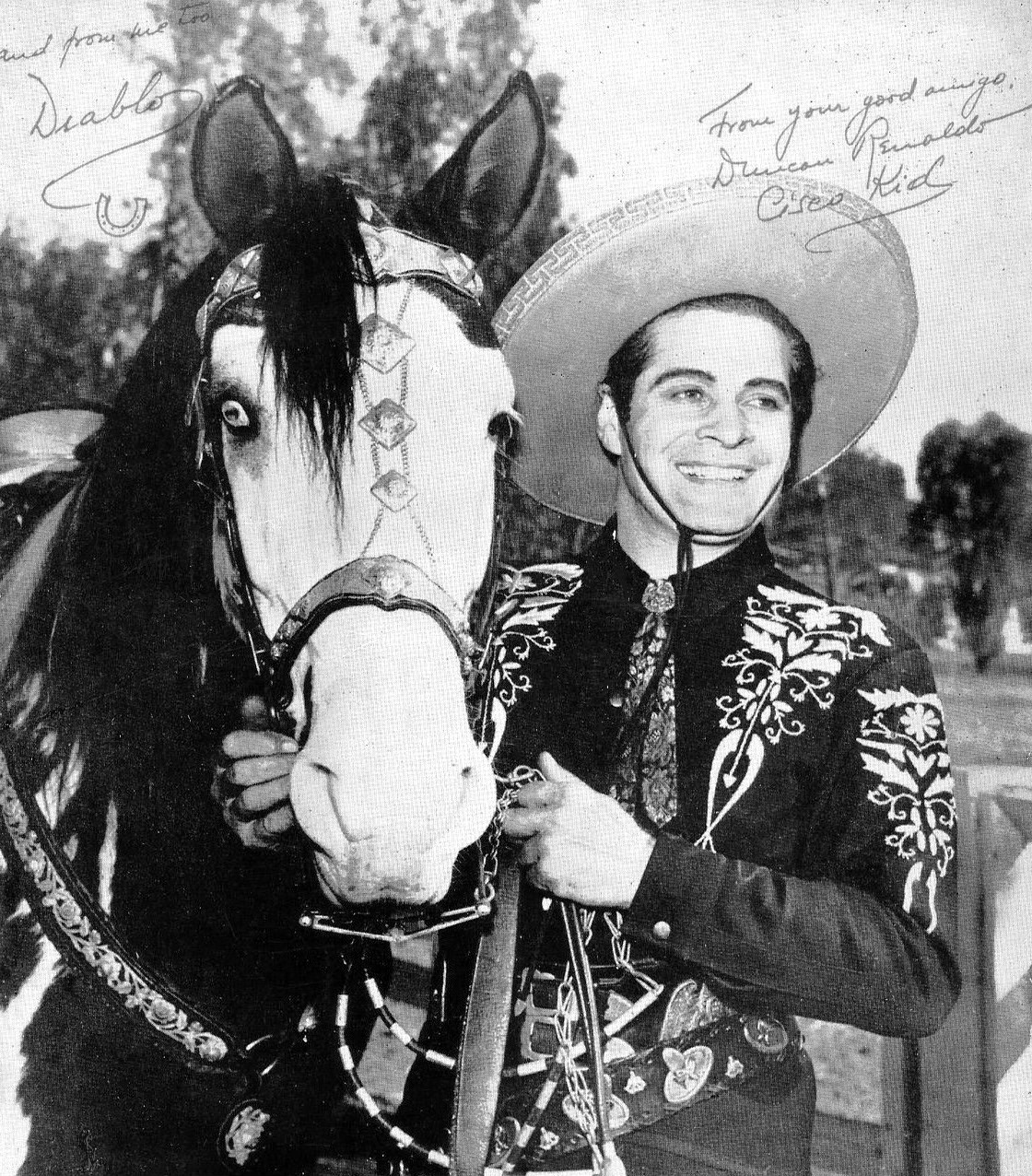
Dans le rôle du Cisco Kid (1953)

Renault Renaldo Duncan — né le 23 avril 1904 à Oancea (Județ de Galați), mort le 3 septembre 1980 à Goleta (Californie) — est un acteur américain d'origine roumaine, connu comme Duncan Renaldo.

## Biographie
Émigré aux États-Unis, Duncan Renaldo y débute au cinéma dans trois films sortis en 1928. Suivent soixante-huit autres films américains, dont Le Pont du roi Saint-Louis de Charles Brabin (1929, avec Lili Damita et Ernest Torrence), Les Gars du large d'Henry Hathaway (1938, avec George Raft et Henry Fonda) et Pour qui sonne le glas de Sam Wood (1943, avec Gary Cooper et Ingrid Bergman).
S'illustrant en particulier dans le domaine du western B, il tourne notamment sept films de la série cinématographique The Three Mesquiteers, dont Cowboys from Texas de George Sherman (1939, avec Raymond Hatton et Carole Landis).
Signalons également sa participation à plusieurs serials (souvent dans ce même domaine du western), comme La Caravane de l'enfer de William Witney, Ray Taylor et Alan James (1937, avec Ray Corrigan et Hoot Gibson).
Son dernier film est La Capture de John Sturges (avec Lew Ayres et Teresa Wright), sorti en 1950.
Puis, à la télévision, Duncan Renaldo tient le rôle-titre au long des cent-cinquante-six épisodes de la série-western Cisco Kid, diffusés de 1950 à 1956 (après quoi il se retire) ; et observons qu'il personnifie précédemment Cisco Kid dans plusieurs westerns B sortis entre 1945 et 1950.
Pour cette contribution unique au petit écran, une étoile lui est dédiée sur le Walk of Fame d'Hollywood Boulevard, depuis 1960. 

## Filmographie

### Scénariste
- 1951 : Dick Turpin, bandit gentilhomme (Dick Turpin's Ride) de Ralph Murphy
- 1951 : Le Chevalier au masque de dentelle (The Highwayman) de Lesley Selander

### Acteur de cinéma (sélection)
- 1928 : The Naughty Duchess (en) de Tom Terriss : Armand
- 1929 : Le Pont du roi Saint-Louis (The Bridge of San Luis Rey) de Charles Brabin : Esteban
- 1931 : Trader Horn de W. S. Van Dyke : Peru
- 1932 : Trapped in Tin Juana de Wallace Fox : le lieutenant Kenneth Holbert / El Zorro
- 1933 : Amour et Sténographie (Public Stenographer) de Lewis D. Collins
- 1934 : The Moth (en) de Fred C. Newmeyer : Don Pedro
- 1936 : Rebellion de Lynn Shores (en) : Ricardo Castillo
- 1936 : Lady Luck (en) de Charles Lamont : Tony Morelli
- 1937 : La Caravane de l'enfer (The Painted Stallion) de William Witney, Ray Taylor et Alan James (serial) : Zamorro
- 1937 : Jungle Menace d'Harry L. Fraser (serial)
- 1937 : Zorro Rides Again de William Witney et John English (serial) : Renaldo
- 1938 : La Belle de Mexico (Tropic Holiday) de Theodore Reed : un jeune homme
- 1938 : Les Gars du large (Spawn of the North) d'Henry Hathaway : Ivan
- 1939 : Cowboys from Texas de George Sherman : Rico Rinaldo
- 1939 : Zaza de George Cukor : un dresseur d'animaux
- 1939 : Sérénade à Mexico (South of the Border) de George Sherman : Andreo Mendoza
- 1939 : The Kansas Terrors de George Sherman : Renaldo
- 1939 : The Lone Ranger Rides Again de William Witney et John English (serial) : Juan Vasquez
- 1940 : Covered Wagon Days de George Sherman : Rico Rinaldo
- 1940 : Rocky Mountain Rangers de George Sherman : Renaldo
- 1941 : Outlaws of the Desert (en) d'Howard Bretherton : le cheikh Soliman
- 1942 : Danse autour de la vie (We Were Dancing) de Robert Z. Leonard : Sam Estrella
- 1942 : A Yank in Libya d'Albert Herman : le cheikh David
- 1943 : Pour qui sonne le glas (For Whom the Bell Tolls) de Sam Wood : le lieutenant Berrendo
- 1943 : Le Mystère de la jungle (Tiger Fangs) de Sam Newfield : Peter Jeremy
- 1943 : Mission à Moscou (Mission to Moscow) de Michael Curtiz : un journaliste italien
- 1944 : Hands Across the Border (en) de Joseph Kane : Juan Morales
- 1944 : Alerte aux marines (The Fighting Seabees) d'Edward Ludwig : un ouvrier du bâtiment à la fête
- 1945 : South of the Rio Grande de Lambert Hillyer : Cisco Kid
- 1946 : Révolte à bord (Two Years Before the Mast) de John Farrow : un capitaine mexicain
- 1948 : Sword of the Avenger de Sidney Salkow : Fernando
- 1949 : The Daring Caballero de Wallace Fox : Cisco Kid
- 1950 : La Capture (The Capture) de John Sturges : Carlos

### Télévision (intégrale)
- 1950-1956 : Série Cisco Kid (The Cisco Kid), saisons 1 à 6, 156 épisodes : rôle-titre